# Episodi di Dr. Katz, Professional Therapist (quarta stagione)
La quarta stagione della serie animata Dr. Katz, Professional Therapist, composta da 13 episodi, è stata trasmessa negli Stati Uniti, da Comedy Central, dal 9 maggio al 14 settembre 1997.
In Italia la stagione è inedita.
| nº | Titolo originale | Prima TV USA      |
| -- | ---------------- | ----------------- |
| 1  | Ben Treats       | 9 maggio 1997     |
| 2  | Memoirs          | 22 giugno 1997    |
| 3  | Electric Bike    | 29 giugno 1997    |
| 4  | Broadcaster Ben  | 6 luglio 1997     |
| 5  | Trash Day        | 13 luglio 1997    |
| 6  | Sharon Meyers    | 27 luglio 1997    |
| 7  | Mask             | 3 agosto 1997     |
| 8  | Closets          | 10 agosto 1997    |
| 9  | Wild Weekend     | 17 agosto 1997    |
| 10 | Chopper          | 24 agosto 1997    |
| 11 | Alibi            | 31 agosto 1997    |
| 12 | Ben-Centennial   | 7 settembre 1997  |
| 13 | Undercover       | 14 settembre 1997 |